# دايفيد ماير
دايفيد ماير (بالفرنسية: David Meyer)‏ (و. 1714 – 1788 م) هو سياسي، من سويسرا، ولد في شافهاوزن، توفي في شافهاوزن، عن عمر يناهز 74 عاماً.